# أرز
| link = | هذه المقالة يمكن توسيعها اعتمادا على الترجمة في ويكيبيديا الإنجليزية. اضغط [هنا] للتعليمات. - تُعدُّ الترجمةُ الآليةُ من كوكل بمثابةِ نقطةِ انطلاقٍ مُفيدةٍ للترجمات، ولكن يَجبُ على المُترجمينَ مُراجعةُ الأخطاءِ الّتي قد تُصاحبُ الترجمةَ حسبَ الضرورة، والتأكيد على دقةِ الترجمة، بدلاً من مجردِ نسخِ النصِّ المُترجمِ آلياً إلى ويكيبيديا. - لا تُترجمِ النصَّ الذي يبدو غيرَ موثوقٍ أو مُنخفضَ الجودة. تَحقِّقْ من النص بالتأكدِ من المَراجعِ الواردةِ في المقالةِ باللغةِ الأجنبية «إذا كان ذلك مُمكناً». - يجب إضافة قالب {{صفحة مترجمة}} بعد الترجمة إلى صفحة نقاش المقالة لضمان الامتثال لحقوق النشر. - لمزيد من الإرشاد، انظر ويكيبيديا:ترجمة مقالات إلى العربية. |

الأَرُزُّ المزروع أو اختصاراً الأَرُزُّ أو رُزّ هو نوع نباتي يتبع جنس الأرز (بالإنجليزية: Rice)‏ ويعد الغذاء الرئيسي لأكثر من نصف سكان العالم وخاصة في قارة آسيا. وهو من محاصيل الحبوب الغذائية.

## موطن الأرز وانتشاره في العالم
لا يعرف موطن الأرز الأصلي على وجه التحديد ولكن يرجح أن يكون من شرق آسيا فقد بدأت زراعته في وادي نهر يانغتسي في الصين منذ 2000 عام قبل الميلاد، كذلك يقال أنه موجود بالهند منذ القدم ونقل إلى المشرق وأوروبا، ويقال أنه نقل إلى مصر في عهد الخلفاء الراشدين ونقله العرب إلى إفريقيا، ثم انتقل إلى أوروبا بعد الحروب الصليبية. زرع في إيطاليا في القرن الخامس عشر وزرع في أمريكا في القرن السابع عشر. ويزرع الأرز اليوم في جميع القارات.

## الوصف النباتي
الأرز نبات عشبي حولي ينتمي للفصيلة النجيلية. يبلغ طول نبتة الأرز 50 – 180 سم. الثمرة عبارة عن برة تنمو على سنبلة.
المجموع الجذري ليفي وسطحي، وينتشر في أصناف الأرز المائي أفقياً حتى مسافة 20-40 سم، أما جذور أصناف المناطق العالية فتنتشر عميقاً في التربة. الساق قائمة ومجوفة، يراوح ارتفاعها بين 60 و180سم، وتتشكل على الساق الرئيسية إشطاءات كثيرة في الأتربة الخصبة والمروية، قد يصل عددها إلى 50 إشطاء. الأوراق غمدية متبادلة. وتحتوي الأجزاء الهوائية للنبات على صبغة الأنثوسيانين (بالإنجليزية: anthocyanin)‏.
النورة الزهرية عنقودية مفردة أو مجتمعة، ويخرج العنقود الزهري جزئياً أو كلياً من الغمد عند النضج. يراوح عدد الأزهار بين 75 و100 زهرة، وتحتوي كل سنيبلة على ثلاث أزهار تكون زهرتها العليا فقط خصبة، أما الزهرتان السفليتان فتتحولان إلى وريقتين عقيمتين. تتكون الزهرة من ست أسدية تحمل كل منها متكاً يحتوي على حبوب اللقاح، ومن قلم قصير يحمل في نهايته ميسمين ريشيين ومبيض مكّون من خلية واحدة تحتوي على بويضة وحيدة، وتحاط الأجزاء الزهرية بعصافتين (قشرتين) داخليتين صغيرتين وعصافة خارجية. يمكن أن تحمل السفا (بالإنجليزية: awn)‏ أو تكون أحياناً عديمة السفا (بالإنجليزية: <awnless)‏.

## زراعة الأرز
يزرع عادة في الأراضي المغمورة. يتوقف نجاح زراعة الأرز على ثلاثة عوامل رئيسية:
- درجة الحرارة ويجب أن لا تقل عن 21 درجة مئوية طوال موسم النمو الذي يمتد من 4 - 6 شهور.
- وفرة الماء المتجدد الذي يغمر الأرض المزروعة بالأرز طوال فترة النمو.
- خصوبة التربة ويفضل أن تكون غنية بالمواد العضوية.

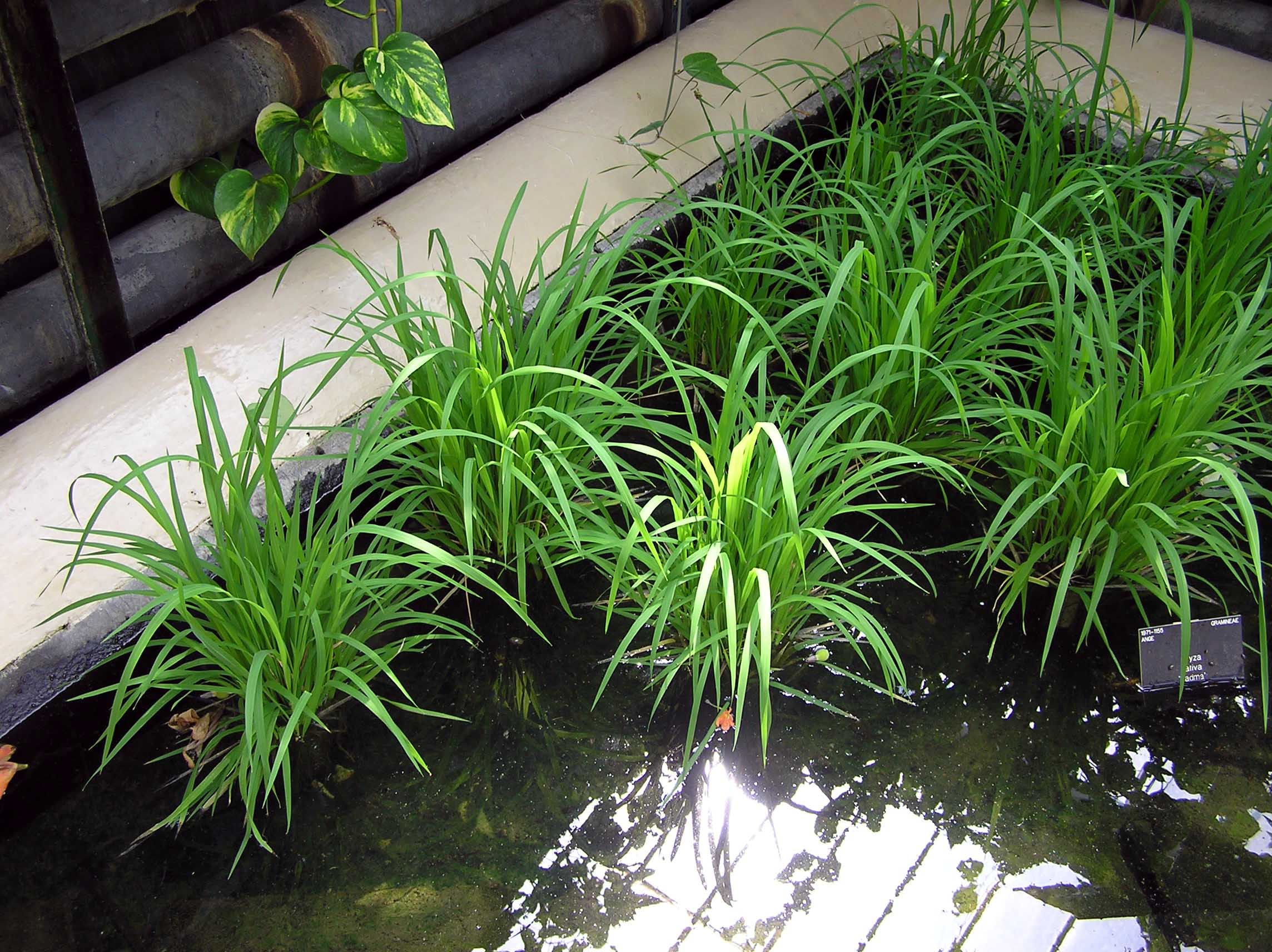
نبتة الأرز.

يوجد نوع من الأرز يزرع في الولايات المتحدة الأمريكية لا يحتاج إلى الغمر بالماء بل يحتاج إلى تربة مبتلة إلى فترات طويلة ويسمى بالرز الجبلي. أصناف الأرز الموجودة في العالم كثيرة جدا ففي الهند وحدها يوجد 1100 صنف إضافة إلى 1300 صنف في بقية أنحاء العالم.

## الأرز في الثورة الخضراء
كان الأرز أحد ثلاثة محاصيل رئيسية (إلى جانب القمح والذرة) عمل عليها العلماء في الثورة الخضراء لزيادة إنتاج الغذاء في العالم. تم استنباط أصناف عالية الإنتاجية وذات دليل حصاد عالٍ في المركز الدولي لبحوث الأرز (بالإنجليزية: International Rice  Research Institute)‏ في لوس بانيوس في الفلبين. كان أول صنف في هذه الثورة هجيناً بين صنف بيتا (باللاتينية: Peta) الإندونيسي وصنف دي جيو وو جن (باللاتينية: Dee Geo Woo Gen) وسمي الهجين IR8.

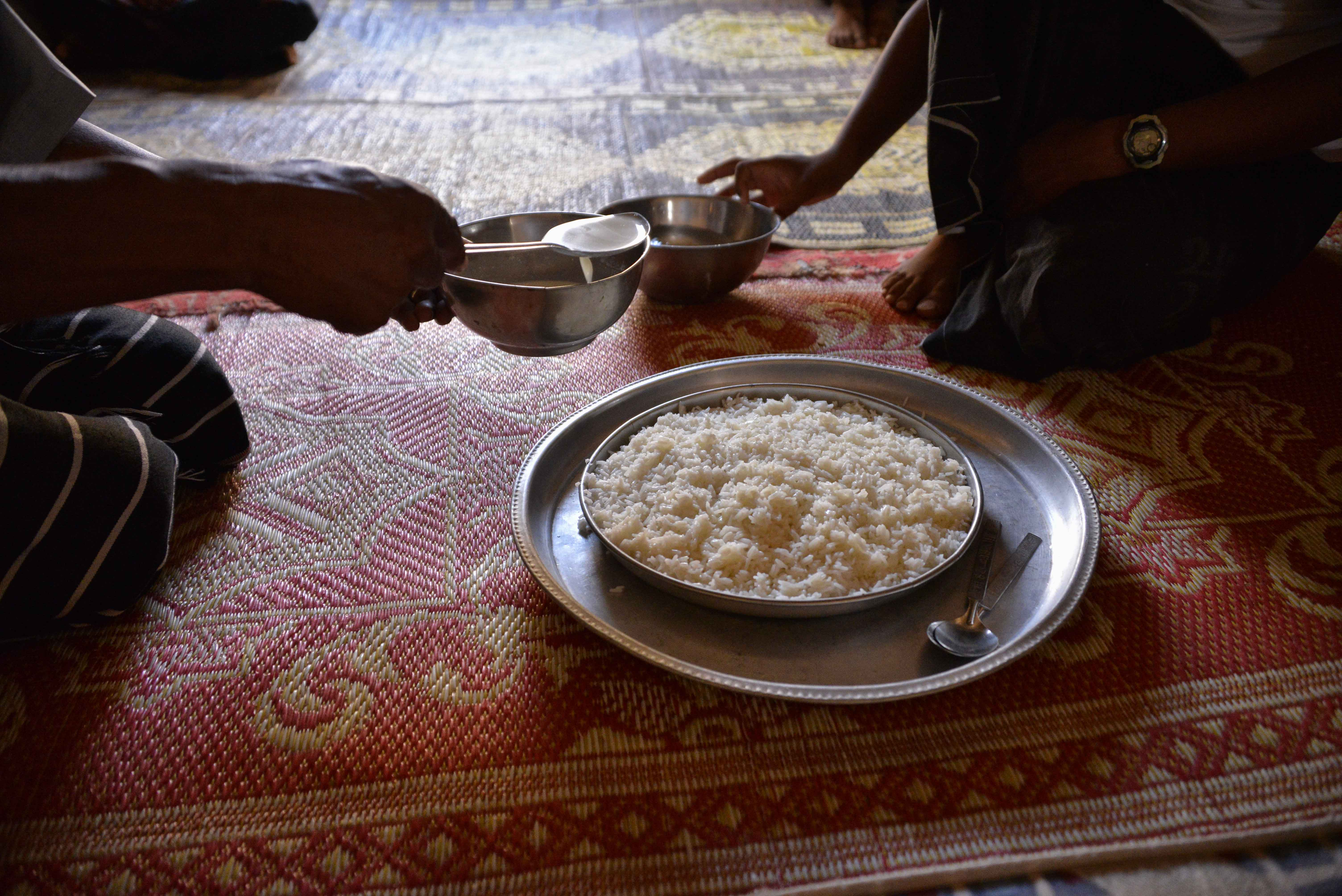
الأرز والحليب في جزيرة سقطرى.

## التصنيف النباتي
يضم الجنس Oryza، نحو 23 نوعاً محدداً، يُستعمل نوعان منها في الزراعة هما: (باللاتينية: Oryza glaberrima Steud) الذي يُزرع في مساحات محدودة في إفريقيا، حباته داكنة اللون وسيئة النوع، ويهجن بنجاح مع نوع الأرز المزروع (باللاتينية: Oryza sativa) الذي يضم معظم الأصناف المزروعة في العالم، ويصنف في ثلاث مجموعات هي: المجموعة الهندية (باللاتينية: Indicas) التي تسود في المناطق الاستوائية وشبه الاستوائية، والمجموعة اليابانية (باللاتينية: Japonicas) التي تزرع فقط في المناطق المعتدلة وشبه الاستوائية. ومجموعة جاوة (باللاتينية: Javanicas) وتتركز زراعتها في إندونيسيا.
وتوجد أيضاً أنواع برية كثيرة ثنائية أو رباعية الصيغة الصبغية، تنتشر في أمريكا وإفريقيا والهند وإندونيسيا والفيليبين وماليزيا وغيرها.

## التصنيف الزراعي

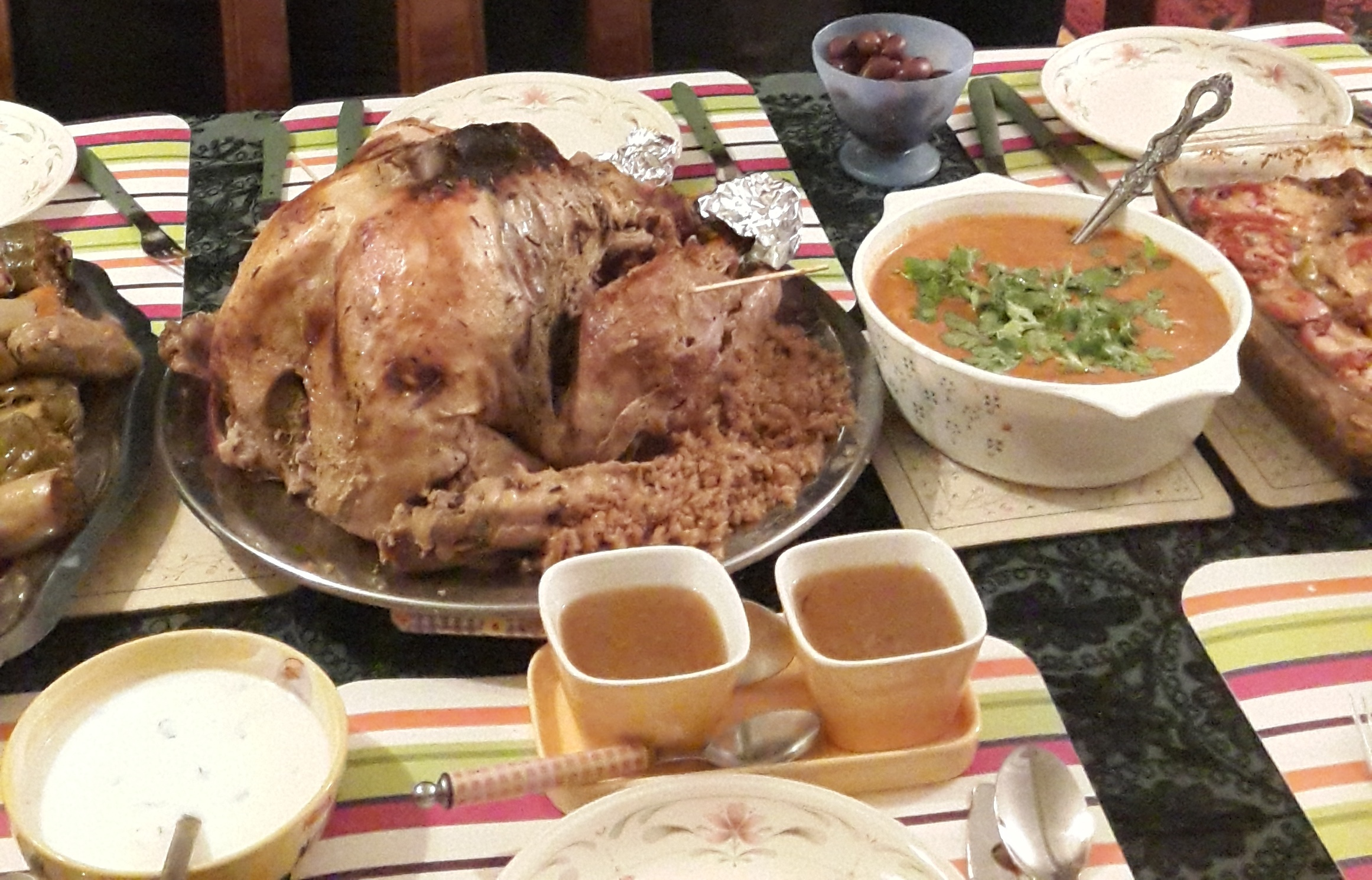
أرز بالخلطة محشو في ديك رومي - المطبخ المصري.

### حسب طريقة الزراعة
- أصناف أرز المناطق المنخفضة المغمورة بالماء: تضم مجموعة أصناف نوع الأرز المزروع التي تتميز بمردود من الحبات يفوق مردود أرز المناطق المرتفعة، ويعود ذلك إلى غياب الأعشاب الضارة وعدم تعرض نباتاته للإجهاد المائي. وهي أصناف طويلة النمو تبقى قمم نباتاتها فوق مستوى الماء. وتزرع غالباً في السهول والوديان التي يتوافر فيها الماء بغزارة مثل كمبوديا وتايلند، وفي بعض مناطق الهند وباكستان.
- أصناف أرز المناطق المرتفعة غير المغمورة بالماء: وتُزرع في الهضاب والمرتفعات الغزيرة الأمطار، وتتركز زراعتها أساساً في الهند بنسبة 75% من إجمالي الإنتاج.

### بحسب حجم الحبة
تصنف في ثلاث فئات من الأصناف هي:
- أصناف قصيرة الحبة: طول حباتها المقشورة نحو 5.5مم، وغير المقشورة نحو 7.5مم.
- أصناف متوسطة الحبة: يراوح متوسط طول حباتها المقشورة بين 6 و6.7مم، وغير المقشورة بين 8 و8.7مم.
- أصناف طويلة الحبة: ويراوح متوسط طول حباتها المقشورة بين 6.6 و7.7مم وغير المقشورة بين 9 و9.8مم.

تنتشر الأصناف القصيرة الحبات في الجزء الشمالي من المناطق شبه الاستوائية، وتسود الأصناف الطويلة الحبات في المناطق الاستوائية من آسيا.

### بحسب طبيعة النشاء
من حيث طبيعة النشاء، تميز فئتان من الأرز هما: الأرز الشائع، ويشكل نسبة 90 - 100% من إجمالي الأرز المزروع عالمياً. والأرز الشمعي الذي تكون نسبة انتشار زراعته عالمياً أقل من 10%.

## أصناف الأرز المنتشرة في الوطن العربي والعالم
| أكبر منتجي الأرز عالميا - 2014 (مليون طن متري) | أكبر منتجي الأرز عالميا - 2014 (مليون طن متري) |
| ---------------------------------------------- | ---------------------------------------------- |
| الصين                                          | 208                                            |
| الهند                                          | 157                                            |
| إندونيسيا                                      | 71                                             |
| بنغلاديش                                       | 52                                             |
| فيتنام                                         | 45                                             |
| تايلاند                                        | 33                                             |
| ميانمار                                        | 26                                             |
| الفلبين                                        | 19                                             |
| البرازيل                                       | 12                                             |
| اليابان                                        | 10                                             |
| المجموع العالمي                                | 741                                            |
| المصدر: منظمة الغذاء والزراعة                  |                                                |

انتشرت في سوريا زراعة الأصناف الآتية:
- أرز تلكلخ: مُدخل وقد زرع في منطقة تلكلخ.
- قرش داغ: تركي، مبكر ومردوده متدني.
- ياباني لؤلؤ: مبكر لكنه يعاني الانفرا والحساسية للفحة.
- باليلا ناعم: صنف إيطالي مبكر ومقاوم للرقاد، صفاته التكنولوجية جيدة، زرع على نطاق واسع في الحسكة وحلب وحوض الفرات.
- وباليلا خشن: صنف إيطالي الأصل حباته متوسطة الطول وإنتاجيته أقل من السابق.
- نهضة: صنف مصري كثير الإشطاءات وتبلغ نسبة التصافي فيه نحو 73%.
- أرز عرابي: صنف مصري يعرف باسم أرز الجفاف يعطي إنتاجية عالية ويستهلك نصف المياة التي تروى بها الأصناف التقليدية.[7]
- وياباني لؤلؤ منتخب: مقاوم لمرض اللفحة والرقاد لكنه سهل الانفراط، حباته قصيرة شفافة، زرع في حلب والرقة وحمص ودرعا ويتميز بموسم نمو طويل ولم يستسغه المستهلك.

وتنتشر في مصر عدة أصناف منها: نهضة، ياباني 15، ياباني لؤلؤ، ياباني منتخب، جيزة 14، عجمي، وعجمي منتخب وغيرها.
أما في العراق فيوجد ما يُعد أحد أكثر أنواع الأرز جودة وهو النوع المعروف باسم العنبر الذي يزرع في النجف والديوانية وبابل والناصرية كما تنتشر أنواع أخرى تُعد متوسطة إلى عالية الجودة وهي أصناف النعيمية والحويزاوي والأحمر الذي يُعد منخفض الجودة. أما في شمال العراق فيوجد صنف عقراوي الذي يزرع في الجبال التي تحيط بقضاء عقرة في شمال العراق وشمال شرق الموصل. وعلى العموم النوع الذي يُعد الأفضل والأكثر إنتاجاً هو العنبر بسبب شدة بياضه ورائحته المميزة ونسبة البروتين العالية وكبر حجم البذرة.
وينتشر في الهند نحو 4000-5200 صنف، وفي كل من الفلبين وتايلاند نحو 300-500 صنف. ويرجع التباين الكبير في عدد الأصناف المزروعة إلى اختلاف خصائصها الإنتاجية، ومتطلباتها البيئية، وطول مواسم نموها، وتحملها للملوحة، ومدى انسجامها مع أذواق المستهلكين.

## أصناف أرز مشهورة

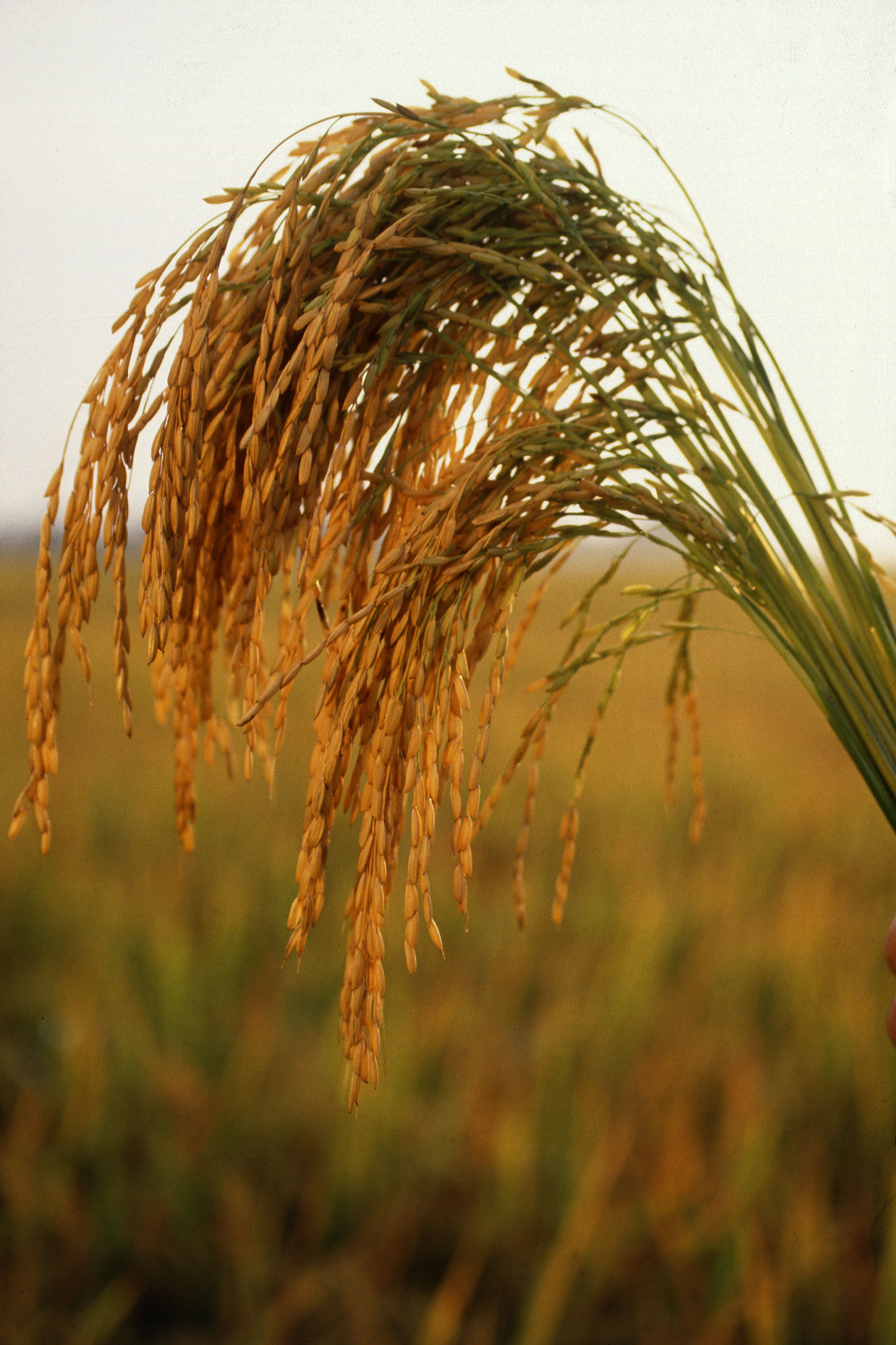
سنابل الأرز الأمريكي ذي الحبة الطويلة.

- أرز بسمتي: ويزرع في الهند وباكستان وبنغلاديش.
- أرز هاشمي: ويزرع في إيران.[9]
- أرز كامولينو: ويزرع في إيطاليا وأستراليا ومصر والعراق وسوريا.
- أمريكي (حبة طويلة): يزرع في الولايات المتحدة الأمريكية.
- أرز مصري
- أرز حساوي

## إنتاج الأرز

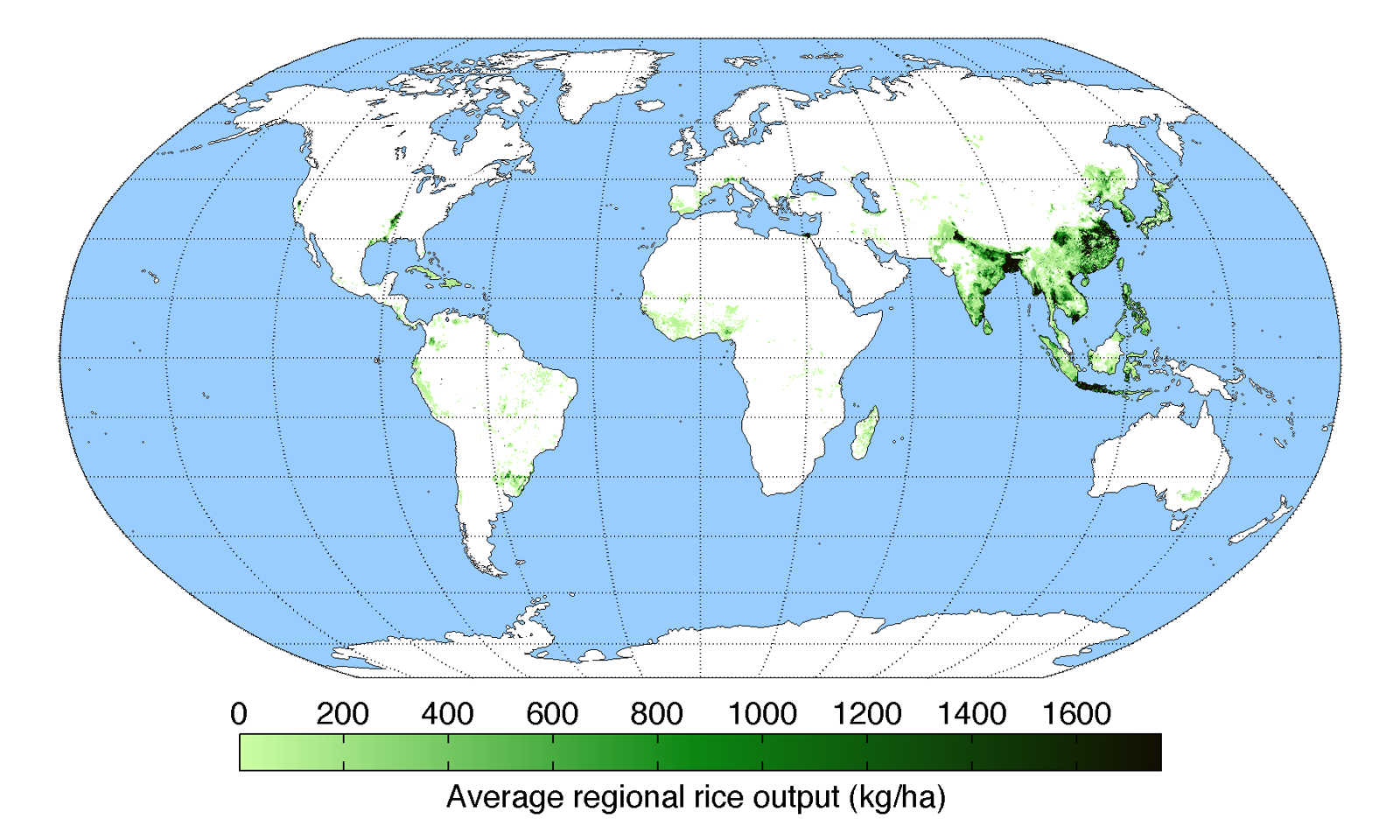
إنتاج الأرز حول العالم.

تتبع زراعة الأرز صناعات مهمة من ضرب الأرز وتبييضه، وتنتج من عملية تبييض الأرز منتجات مختلفة منها 18% قشور 9% رجيع و56% أرز سليم و15% كسر و2% شوائب، وتستعمل قشور الأرز في صناعة الورق وكسماد عضوي.

## المعلومات الغذائية
يحتوي كل كوب من الأرز المطبوخ (158غ) بحسب وزارة الزراعة الأميركية على المعلومات الغذائية التالية :
- السعرات الحرارية: 194
- الدهون: 0.58
- الدهون المشبعة: 0.11
- الكاربوهيدرات: 41.16
- الألياف: 1.4
- البروتينات: 4.60
- الكولسترول: 0

## مقارنة بين أهم الأغذية الأساسية
| المحصول:                            | ذرة [A] | أرز [B] | قمح [C] | بطاطا [D] | بفرة [E] | فول الصويا (خضراء) [F] | بطاطا حلوة [G] | سورغم [H] | يام [Y] | موز الجنة [Z] |
| ----------------------------------- | ------- | ------- | ------- | --------- | -------- | ---------------------- | -------------- | --------- | ------- | ------------- |
| العنصر (في كل 100غرام)              | الكمية  | الكمية  | الكمية  | الكمية    | الكمية   | الكمية                 | الكمية         | الكمية    | الكمية  | الكمية        |
| ماء (غرام)                          | 10      | 12      | 13      | 79        | 60       | 68                     | 77             | 9         | 70      | 65            |
| طاقة (كيلو جول)                     | 1528    | 1528    | 1369    | 322       | 670      | 615                    | 360            | 1419      | 494     | 511           |
| بروتين (غرام)                       | 9.4     | 7.1     | 12.6    | 2.0       | 1.4      | 13.0                   | 1.6            | 11.3      | 1.5     | 1.3           |
| دهون (غرام)                         | 4.74    | 0.66    | 1.54    | 0.09      | 0.28     | 6.8                    | 0.05           | 3.3       | 0.17    | 0.37          |
| كربوهيدرات (غرام)                   | 74      | 80      | 71      | 17        | 38       | 11                     | 20             | 75        | 28      | 32            |
| ألياف (غرام)                        | 7.3     | 1.3     | 12.2    | 2.2       | 1.8      | 4.2                    | 3              | 6.3       | 4.1     | 2.3           |
| سكر (غرام)                          | 0.64    | 0.12    | 0.41    | 0.78      | 1.7      | 0                      | 4.18           | 0         | 0.5     | 15            |
| كالسيوم (ملغرام)                    | 7       | 28      | 29      | 12        | 16       | 197                    | 30             | 28        | 17      | 3             |
| حديد(ملغرام)                        | 2.71    | 0.8     | 3.19    | 0.78      | 0.27     | 3.55                   | 0.61           | 4.4       | 0.54    | 0.6           |
| مغنيسيوم (ملغرام)                   | 127     | 25      | 126     | 23        | 21       | 65                     | 25             | 0         | 21      | 37            |
| فوسفور (ملغرام)                     | 210     | 115     | 288     | 57        | 27       | 194                    | 47             | 287       | 55      | 34            |
| بوتاسيوم (ملغرام)                   | 287     | 115     | 363     | 421       | 271      | 620                    | 337            | 350       | 816     | 499           |
| صوديوم (ملغرام)                     | 35      | 5       | 2       | 6         | 14       | 15                     | 55             | 6         | 9       | 4             |
| زنك (ملغرام)                        | 2.21    | 1.09    | 2.65    | 0.29      | 0.34     | 0.99                   | 0.3            | 0         | 0.24    | 0.14          |
| نحاس (ملغرام)                       | 0.31    | 0.22    | 0.43    | 0.11      | 0.10     | 0.13                   | 0.15           | -         | 0.18    | 0.08          |
| منغنيز (ملغرام)                     | 0.49    | 1.09    | 3.99    | 0.15      | 0.38     | 0.55                   | 0.26           | -         | 0.40    | -             |
| سيلينيوم (ميكروغرام)                | 15.5    | 15.1    | 70.7    | 0.3       | 0.7      | 1.5                    | 0.6            | 0         | 0.7     | 1.5           |
| فيتامين C (ملغرام)                  | 0       | 0       | 0       | 19.7      | 20.6     | 29                     | 2.4            | 0         | 17.1    | 18.4          |
| ثيامين (ملغرام)                     | 0.39    | 0.07    | 0.30    | 0.08      | 0.09     | 0.44                   | 0.08           | 0.24      | 0.11    | 0.05          |
| ريبوفلافين (ملغرام)                 | 0.20    | 0.05    | 0.12    | 0.03      | 0.05     | 0.18                   | 0.06           | 0.14      | 0.03    | 0.05          |
| نياسين (ملغرام)                     | 3.63    | 1.6     | 5.46    | 1.05      | 0.85     | 1.65                   | 0.56           | 2.93      | 0.55    | 0.69          |
| حمض البانتوثنيك (ملغرام)            | 0.42    | 1.01    | 0.95    | 0.30      | 0.11     | 0.15                   | 0.80           | -         | 0.31    | 0.26          |
| فيتامين B6 (ملغرام)                 | 0.62    | 0.16    | 0.3     | 0.30      | 0.09     | 0.07                   | 0.21           | -         | 0.29    | 0.30          |
| حمض الفوليك الإجمالي (ميكروغرام)    | 19      | 8       | 38      | 16        | 27       | 165                    | 11             | 0         | 23      | 22            |
| فيتامين A (وحدة دولية)              | 214     | 0       | 9       | 2         | 13       | 180                    | 14187          | 0         | 138     | 1127          |
| فيتامين E، ألفا توكوفيرول (ملغرام)  | 0.49    | 0.11    | 1.01    | 0.01      | 0.19     | 0                      | 0.26           | 0         | 0.39    | 0.14          |
| فيتامين K1 (ميكروغرام)              | 0.3     | 0.1     | 1.9     | 1.9       | 1.9      | 0                      | 1.8            | 0         | 2.6     | 0.7           |
| بيتا-كاروتين (ميكروغرام)            | 97      | 0       | 5       | 1         | 8        | 0                      | 8509           | 0         | 83      | 457           |
| لوتين+زياكسانثين (ميكروغرام)        | 1355    | 0       | 220     | 8         | 0        | 0                      | 0              | 0         | 0       | 30            |
| أحماض دهنية مشبعة (غرام)            | 0.67    | 0.18    | 0.26    | 0.03      | 0.07     | 0.79                   | 0.02           | 0.46      | 0.04    | 0.14          |
| أحماض دهنية غير مشبعة احادية (غرام) | 1.25    | 0.21    | 0.2     | 0.00      | 0.08     | 1.28                   | 0.00           | 0.99      | 0.01    | 0.03          |
| أحماض دهنية غير مشبعة متعددة (غرام) | 2.16    | 0.18    | 0.63    | 0.04      | 0.05     | 3.20                   | 0.01           | 1.37      | 0.08    | 0.07          |

| A ذرة، صفراء                |  |  |  |  |  |  |  |  | B أرز، أبيض، طويل الحبة،عادي، خام، غير مدعم |
| C قمح، شتوي أحمر صلب        |  |  |  |  |  |  |  |  | D بطاطا، كاملة بالقشور، خام                 |
| E بفرة، خام                 |  |  |  |  |  |  |  |  | F فول الصويا، خضراء، خام                    |
| G بطاطا حلوة، خام، غير معدة |  |  |  |  |  |  |  |  | H سورغم، خام                                |
| Y يام، خام                  |  |  |  |  |  |  |  |  | Z موز الجنة، خام                            |

## الطبخ
إن الأرز هو أساسي في معظم المأكولات إذ إن أغلب الأطباق تطبخ وتقدّم مع الأرز منها: السبانخ مع الأرز، الأرز باللحم، الأرز بالدجاج، الأرز بالخضار، البازيلا والأرز، أرز الصيادية وغيرها..

#### أكلات من الأرز
- أرز بالحليب
- سليق طائفي
- الكشري